# Headbanger

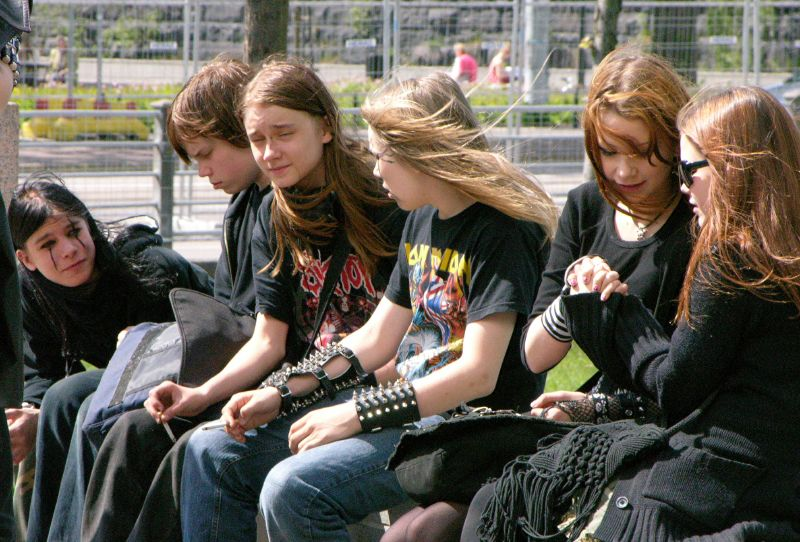
Jovens headbangers (centro)

Headbanger (também chamado de metalhead ou metaleiro) é a denominação da cultura de fãs de heavy metal e suas variantes. A cultura surgiu por volta de 1970, na Inglaterra e nos Estados Unidos. O termo headbanger é atribuído como denominação ao grupo, pelo hábito de praticarem headbanging. Já o nome metalhead (mais utilizado na Europa) vem do próprio gênero musical. Os cabelos compridos, casacos de couro, coletes jeans, patches de bandas de metal entre outros acessórios ajudam a promover um sentido de identificação na subcultura.

## Origem do nome
Em fins da década de 1960 e início da década de 1970 bandas como Black Sabbath, Judas Priest, Rainbow, Deep Purple e Led Zeppelin, pioneiras do estilo, faziam com que os fãs balançassem suas cabeças freneticamente.
Segundo os guitarristas do Status Quo, Rick Partiff e Francis Rossi, muitos dos apreciadores do rock underground da época em pubs da Inglaterra nas cidades de Birmingham e Londres, já realizavam este tipo de dança ouvindo rock. Eles próprios decidiram adotar um estilo de rock mais underground e frequentar estes pubs, perceberam como os frequentadores deste recintos agiam e decidiram fazer o mesmo no palco. Automaticamente bandas como Black Sabbath, Deep Purple, Uriah Heep, por frequentarem os mesmos locais também começaram a adotar o mesmo tipo de atitude no palco. Bill Ward, baterista do Black Sabbath, comenta em um vídeo de Ozzy Osbourne que esta atitude foi crucial para o sucesso do Black Sabbath em terras americanas.
O termo "headbanging" foi supostamente cunhado durante a primeira turnê do Led Zeppelin nos EUA em 1969.
Ozzy Osbourne e Geezer Butler foram uns dos primeiros a fazerem o headbanging num show em 1970[carece de fontes?], posteriormente nomeando a cultura que estava em seu surgimento.

## Características
A cultura headbanger, envolve uma série de valores e costumes típicos. A cultura tem uma espécie de "código de autenticidade", que é primordial, em que as bandas devem evitar "apelo comercial" e não se vender para atingir o mainstream. Esse código também envolve a autonomia cultural do resto da sociedade. Os cabelos compridos, roupas pretas, casacos de couro, jaquetas ou coletes jeans, patches e camisetas de bandas metal e acessórios ajudam a promover um sentido de identidade cultural dos headbangers.

### Aspectos sociais
Ao invés de danças comuns, os headbangers são mais susceptíveis ao mosh ou headbanging, um movimento em que a cabeça é agitada para cima e para baixo no ritmo da música.
Os headbangers fazem costumeiramente o Maloik, formado pelo punho com o mindinho e o dedo indicador estendido, conhecido variadamente como "chifres do diabo" ou "punho de metal". Ronnie James Dio é creditado por ter associado o gesto a cena.

### Autenticidade
Na cultura headbanger, assim como em outras, o termo pejorativo poser é usado para se referir a quem se acha ou fingir ser fã de uma banda ou membro da cultura, sem entender ou respeitar seus valores e características, geralmente buscando se enturmar ou por popularidade.
O termo "mallcore" é usado para se referir a bandas com "apelo comercial", geralmente de nu-metal.
Nem todo músico ou fã é necessariamente um headbanger, pois alguns são notoriamente ou declaradamente ecléticos ou hipsters, que podem ter um profundo apreço a coisas e gêneros musicais que em nada tem a ver com metal e headbangers.

## Visual

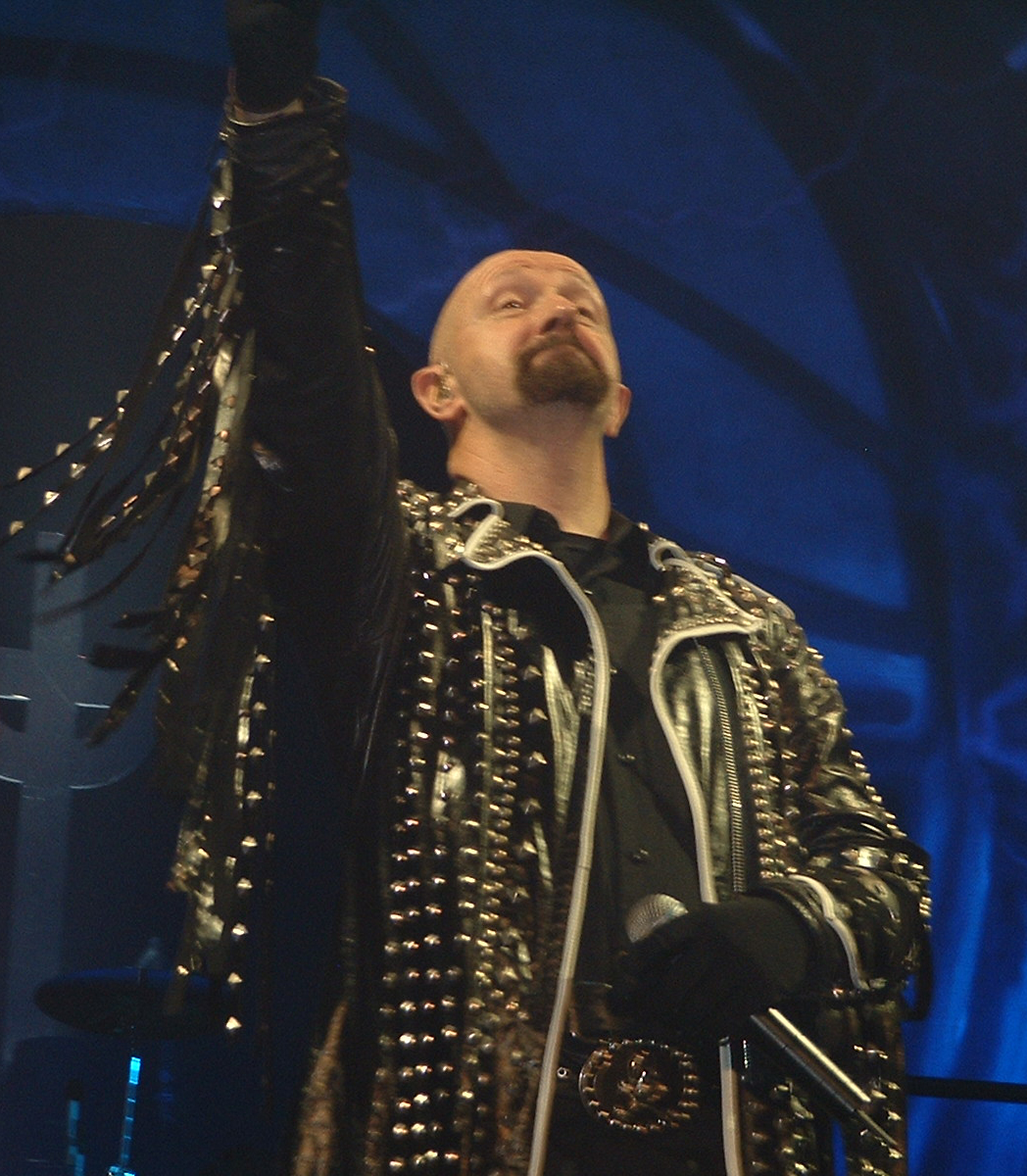
Rob Halford, vocalista do Judas Priest.

As roupas associadas com heavy metal tem
suas raízes com motociclistas, rockers e
culturas que usam couro. O visual inclui elementos tais como jaquetas de couro,  camiseta preta de banda ou não, calça jeans justa (rasgada ou não) ou preta (normalmente de couro), tênis cano alto, coturno militar de couro e acessórios como um colete ou jaqueta jeans, geralmente com patches de bandas, cinto, braceletes (spikes), pulseiras e gargantilhas. Em épocas de clima frio, jaquetas de couro ou jeans com "patches" também fazem parte do visual e claro, o cabelo comprido.
Aspectos distintos do visual heavy metal podem ser creditado a várias bandas, mas a banda que leva mais crédito foi Judas Priest, principalmente por seu cantor, Rob Halford. Halford disse que foi inspirado pelas roupas usadas pela "cultura do couro" (jaqueta de couro, calça de couro e botas), e vendo a polêmica que o heavy metal criou, adotou esse visual. Conforme foi tornando-se famoso, o heavy metal foi sendo envolto em uma aura de "misticismo" no qual se colocava este estilo como extremamente machista e satânico. Muitos "headbangers" adotaram partes do visual de couro com rebites de Rob Halford, como as correntes, braceletes, gargantilhas, cintos de balas entre outros, pois estes dão uma certa agressividade ao visual. O visual remete principalmente à NWOBHM e ao surgimento do thrash metal na baía de San Francisco, nos Estados Unidos. Porém o visual thrasher apelava mais para o jeans claro do que para o couro.
Já no fim dos anos 80 e início dos anos 90, com a ascensão de vertentes como o doom metal, gothic metal e o black metal vindos da Europa, principalmente da Escandinávia, tornou-se popular o uso de coturnos e sobretudos. Os coturnos são muito populares entre os headbangers. O cinturão de balas e a calça camuflada, acessórios que remetem ao militarismo e demonstram a força do metal como se fosse uma milícia, fato retratado em músicas como Metal Militia do primeiro disco do Metallica (1983).
Nos Estados Unidos surgiu na década de oitenta um estilo influenciado pelo thrash metal, porém mais extremo que é o death metal, que adota visual mais simples do que o black metal, porém mais agressivo do que o thrash metal, usando couro, jeans escuro, coturno e cinturão de balas.